# Піридин
Піриди́н — шестичленний гетероцикл з одним атомом азоту. Безбарвна рідина з характерним неприємним запахом. Без обмежень змішується з водою та практично з усіма органічними розчинниками. З водою (41,3 мас%) утворює азеотропну суміш з температурою кипіння 93,6 °C.
Вперше піридин був отриманий з фракцій кам'яновугільної смоли, але наразі практично весь промисловий обсяг піридину виробляється синтетично — взаємодією оцтового альдегіду, формальдегіду та аміаку.
Піридин — чудовий розчинник, особливо для процесів за участю неорганічних солей та для екстракції антибіотиків. Однак головним чином піридин є сировиною для виробництва лікарських засобів, гербіцидів, інсектицидів та інших агрохімічних препаратів.

## Хімічні властивості

### Електрофільне заміщення в піридиновому ядрі
Ароматичне ядро піридину збідненне електронами й важко вступає в реакції електрофільного заміщення. Типові реакції електрофільного заміщення (нітрування, заміщення по Фріделю-Крафтсу, сульфування) провести в незаміщеному піридині надзвичайно важко оскільки електрофіли реагують по атому азоту ще більш деактивуючи кільце. Скажімо при спробі прямого сульфування піридину він протонується і утворена сіль реагує тільки при температурах близько 320 °C утворюючи 3-сульфопіридин.. Також в третє положення відбувається й бромування піридину в сірчаній кислоті при 130 °C.

### Нуклеофільне заміщення в піридиновому ядрі
Збіднене електронами ароматичне кільце піридину відносно легко приєднує аніонні нуклеофіли по позиціях 2- та 4-. Заміщення атомів водню в самому піридині проходить відносно непросто оскільки гідрид-аніон є поганою відхідною групою, але атоми галогенів в положеннях 2 чи 4 можуть бути легко заміщені сильними нуклеофілами типу тіолів чи третинних амінів. Однією з небагатьох важливих реакці нуклеофільного заміщення в незаміщеному піридині є реакція Чічібабіна:

### Реакції по атому Нітрогену

Комплекси піридину з кислотами Льюїса

Атом азоту в піридині має неподілену пару електронів і проявляє основні та нуклеофільні властивості. Він протонується кислотами (pKa спряженої кислоти у водних розчинах 5,25), а також приєднує інші електрофільні сполуки (кислоти Льюїса):
C5H5N + HCl → C5H5NH+Cl-
Піридин можна окислити в піридин-N-оксид при дії пероксикислот чи кислоти Каро.
Реагує зі сильними кислотами з утворенням піридинових солей
Файл:Gwewgweggwwegweg.tif
Піридин реагує з метилйодидом за {\displaystyle S_{N}2} механізмом, утворюючи амонієву сіль.
Файл:Uu66jj65.tif

### Гідрування та відновлення
Гідрування піридину в присутності нікелю Ренея дозволяє отримати піперидин.
Часткове гідрування під дією літійалюмогідриду дає суміш ізомерних дигідропіридинів. Селективно 1,4-дигідропіридин можна отримати відновленням піридину певними комплексами магнію й цинку.

## Безпека
Піридин токсичний, діє на нервову систему, шкіру. За деякими даними, піридин викликає імпотенцію та безплідність у чоловіків.
Одна людина померла після випадкового прийому півсклянки піридину.